# Poliedro quasirregular
En geometría, un poliedro quasirregular, poliedro cuasirregular o poliedro casi regular es un poliedro uniforme que tiene exactamente dos tipos de caras regulares, que se alternan alrededor de cada vértice. Son figuras isogonales e isotoxales, y por lo tanto están un paso más cerca de ser un poliedro regular que un poliedro semirregular (que se caracteriza meramente por la transitividad entre sus vértices).
Sus figuras duales son isoedrales y presentan transitividad entre aristas; tienen exactamente dos tipos de figuras de vértice regulares, que se alternan alrededor de cada cara. Estos poliedros duales a veces también se consideran casirregulares.
Solo hay dos poliedros cuasirregulares convexos: el cuboctaedro y el icosidodecaedro. Sus nombres, dados por Johannes Kepler, provienen de reconocer que sus caras son todas las caras (dispuestas convenientemente) de la pareja de poliedros duales formada por el cubo y el octaedro en el primer caso; y de la pareja dual formada por el icosaedro y el dodecaedro en el segundo caso.
A estas formas que representan un par de una figura regular y su dual se les puede asignar un símbolo de Schläfli vertical {\displaystyle {\begin{Bmatrix}p\\q\end{Bmatrix}}} o {rp,q}, para representar que sus caras son todas las caras (colocadas de manera diferente) tanto del {p,q} regular como del dual {q,p} regular. Un poliedro cuasirregular con este símbolo tendrá una configuración de vértices p.q.p.q (o (p.q)2).
Más generalmente, una figura cuasirregular puede tener un configuración de vértices (p.q)r, que representa 'r' (2 o más) secuencias de las caras alrededor del vértice.
Los teselados del plano también puede ser cuasirregulares, concretamente el teselado trihexagonal, con configuración de vértices (3.6)2. Igualmente existen otros teselados cuasirregulares en el plano hiperbólico, como el teselado triheptagonal, (3.7)2. O más generalmente: (p.q)2, con 1/p + 1/q < 1/2.
Los poliedros regulares y los teselados con un número par de caras en cada vértice así mismo pueden considerarse cuasirregulares diferenciando entre caras del mismo orden, representándolas de manera diferente, como coloreándolas alternativamente (sin definir ninguna orientación superficial). Una figura regular con símbolo de Schläfli {p,q} puede ser considerada cuasirregular, con configuración de vértices (p.p)q/2, si q es par.
Ejemplos:
- El octaedro regular, con el símbolo de Schläfli {3,4} y 4 siendo par, puede considerarse casi regular como un tetratetraedro (2 conjuntos de 4 triángulos del tetraedro), con configuración de vértices (3.3)4/2 = (3a. 3b)2, alternando dos colores de caras triangulares.

- El teselado cuadrado, con configuración de vértices 44 y 4 siendo par, puede considerarse casi regular, con configuración de vértices (4.4)4/2 = (4a.4b)2, coloreado como un tablero de ajedrez.

- El teselado triangular, con configuración de vértice 36 y 6 siendo par, puede considerarse cuasirregular, con configuración de vértices (3.3)6/2 = (3a.3b)3, alternando dos colores de caras triangulares.

## Construcción de Wythoff
| Los poliedros regulares (p \| 2 q) y quasirregulares (2 \| p q) se crean a partir de una construcción de Wythoff con el punto generador en una de las 3 esquinas del dominio fundamental. Esto define una sola arista dentro del dominio fundamental. |

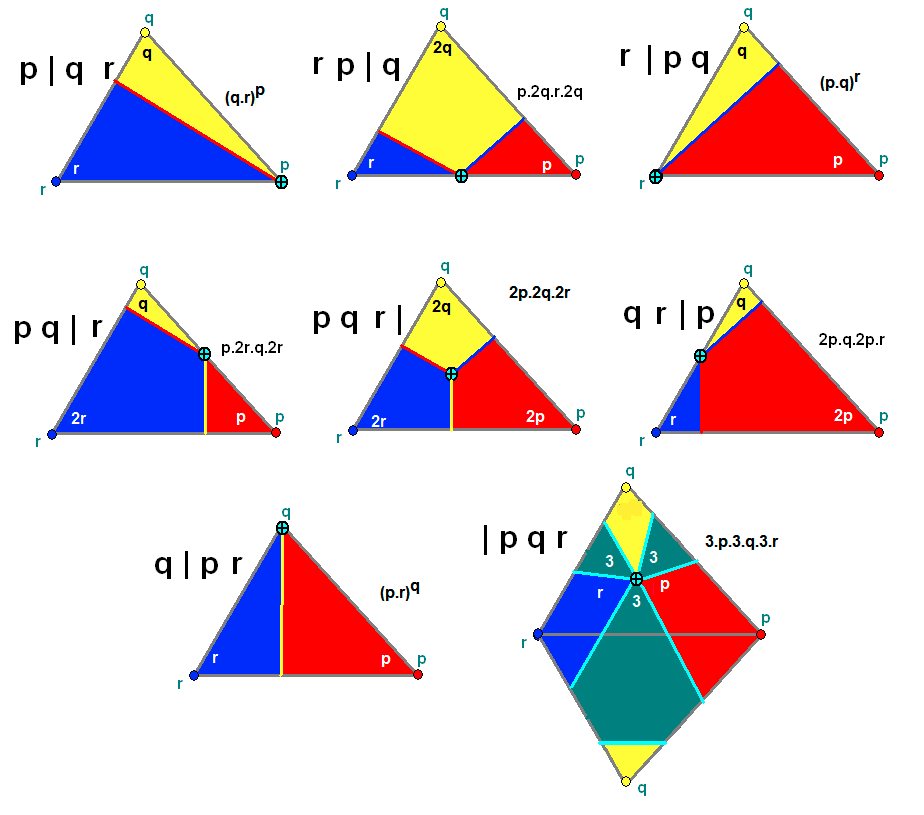
Los poliedros cuasirregulares se generan a partir de las 3 esquinas del dominio fundamental para los triángulos de Schwarz que no tienen ángulos rectos:
q | 2 p, p | 2 q, 2 | p q

Harold Scott MacDonald Coxeter definió un poliedro cuasirregular como aquel que tiene un símbolo de Wythoff en la forma p | q r, y es regular si q=2 o q=r.
El diagrama de Coxeter-Dynkin es otra representación simbólica que muestra la relación cuasirregular entre dos formas duales regulares:
| Símbolo de Schläfli                                | Símbolo de Schläfli | Diagrama de Coxeter-Dynkin | Símbolo de Wythoff |
| -------------------------------------------------- | ------------------- | -------------------------- | ------------------ |
| {\displaystyle {\begin{Bmatrix}p,q\end{Bmatrix}}}  | {p,q}               |                            | q \| 2 p           |
| {\displaystyle {\begin{Bmatrix}q,p\end{Bmatrix}}}  | {q,p}               |                            | p \| 2 q           |
| {\displaystyle {\begin{Bmatrix}p\\q\end{Bmatrix}}} | r{p,q}              | or                         | 2 \| p q           |

## Poliedros cuasirregulares convexos
Hay dos poliedros cuasirregulares convexos uniformes:
1. El cuboctaedro {\displaystyle {\begin{Bmatrix}3\\4\end{Bmatrix}}}, con configuración de vértices (3.4)2, y diagrama de Coxeter-Dynkin
2. El icosidodecaedro {\displaystyle {\begin{Bmatrix}3\\5\end{Bmatrix}}}, con configuración de vértices (3.5)2, y diagrama de Coxeter-Dynkin

Además, el octaedro, que también es regular, {\displaystyle {\begin{Bmatrix}3\\3\end{Bmatrix}}}, con configuración de vértices (3.3)2, puede considerarse cuasirregular si las caras alternas reciben colores diferentes. En esta forma, a veces se le conoce como tetratetraedro. Los poliedros regulares convexos restantes tienen un número impar de caras en cada vértice, por lo que no se pueden colorear de manera que conserven la transitividad de los bordes. Tiene diagrama de Coxeter-Dynkin .
Cada una de estas formas permite generar el núcleo común de una pareja de poliedros regulares duales. Los nombres de dos de estas formas dan pistas sobre el par dual asociado: respectivamente cubo {\displaystyle \cap } octaedro e icosaedro {\displaystyle \cap } dodecaedro. El octaedro es el núcleo común de un par dual de tetraedros (un compuesto conocido como estrella octángula); cuando se genera de esta manera, el octaedro a veces se denomina "tetratetraedro", como tetraedro {\displaystyle \cap } tetraedro.
| Regular                       | Dual regular                 | Núcleo común quasirregular          | Figuras de vértice |
| ----------------------------- | ---------------------------- | ----------------------------------- | ------------------ |
| · Tetraedro · {3,3} · 3\|2 3  | · Tetraedro · {3,3} · 3\|2 3 | · Tetratetraedro · r{3,3} · 2\|3 3  | 3.3.3.3            |
| · Cubo · {4,3} · 3\|2 4       | · Octaedro · {3,4} · 4\|2 3  | · Cuboctaedro · r{3,4} · 2\|3 4     | 3.4.3.4            |
| · Dodecaedro · {5,3} · 3\|2 5 | · Icosaedro · {3,5} · 5\|2 3 | · Icosidodecaedro · r{3,5} · 2\|3 5 | 3.5.3.5            |

Cada uno de estos poliedros cuasirregulares se puede construir mediante una operación de rectificación en cualquiera de las figuras originarias regulares, procediendo al truncado completo en los vértices, hasta que cada arista original se reduzca a su punto medio.

### Teselaciones cuasirregulares
Esta secuencia continúa como un teselado trihexagonal, con figura de vértice (3.6)2; un teselado cuasirregular basado en un teselado triangular y en un teselado hexagonal.
| Regular                               | Dual regular                           | Combinación cuasirregular                 | Figura de vértice |
| ------------------------------------- | -------------------------------------- | ----------------------------------------- | ----------------- |
| · Teselado hexagonal · {6,3} · 6\|2 3 | · Teselado triangular · {3,6} · 3\|2 6 | · Teselado trihexagonal · r{6,3} · 2\|3 6 | (3.6)2            |

El patrón del tablero de damas es una coloración casi regular de un teselado cuadrado, con figura de vértice (4.4)2:
| Regular          | Dual regular     | Combinación cuasirregular | Figura de vértice |
| ---------------- | ---------------- | ------------------------- | ----------------- |
| · {4,4} · 4\|2 4 | · {4,4} · 4\|2 4 | · r{4,4} · 2\|4 4         | (4.4)2            |

El teselado triangular también puede considerarse cuasirregular, con tres conjuntos de triángulos alternos en cada vértice, (3.3)3:
| · h{6,3} · 3 \| 3 3 · = |

En el plano hiperbólico, esta secuencia continúa con más elementos, como por ejemplo, el teselado triheptagonal, con figura de vértice (3.7)2; un teselado cuasirregular basado en el teselado triangular de orden 7 y en el teselado heptagonal.
| Regular                                | Dual regular                           | Combinación cuasirregular                  | Figura de vértice |
| -------------------------------------- | -------------------------------------- | ------------------------------------------ | ----------------- |
| · Teselado heptagonal · {7,3} · 7\|2 3 | · Teselado triangular · {3,7} · 3\|2 7 | · Teselado triheptagonal · r{3,7} · 2\|3 7 | (3.7)2            |

## Ejemplos no convexos
Coxeter et al. (1954) también clasificaron como cuasirregulares ciertos poliedros estrellados que tienen las mismas características.
Dos se basan en pares duales de Sólido de Kepler-Poinsot regulares, de la misma manera que en los ejemplos convexos:
- El gran icosidodecaedro {\displaystyle {\begin{Bmatrix}3\\5/2\end{Bmatrix}}}, y el dodecadodecaedro {\displaystyle {\begin{Bmatrix}5\\5/2\end{Bmatrix}}}:

| Regular                                              | Dual regular                           | Núcleo común quasirregular                   | Figura de vértice |
| ---------------------------------------------------- | -------------------------------------- | -------------------------------------------- | ----------------- |
| · Gran dodecaedro estrellado · {5/2,3} · 3\|2 5/2    | · Gran icosaedro · {3,5/2} · 5/2\|2 3  | · Gran icosidodecaedro · r{3,5/2} · 2\|3 5/2 | 3.5/2.3.5/2       |
| · Pequeño dodecaedro estrellado · {5/2,5} · 5\|2 5/2 | · Gran dodecaedro · {5,5/2} · 5/2\|2 5 | · Dodecadodecaedro · r{5,5/2} · 2\|5 5/2     | 5.5/2.5.5/2       |

Nueve más son los hemipoliedros, que son formas facetadas de los poliedros cuasirregulares antes mencionados, derivados de la rectificación de poliedros regulares, que incluyen caras ecuatoriales que pasan por el centro de los poliedros:
| Quasirregular (rectificado)  | Tetratetraedro               | Cuboctaedro                 | Icosidodecaedro                         | Gran icosidodecaedro                     | Dodecadodecaedro                        |
| Quasirregular (hemipoliedro) | Tetrahemihexaedro 3/2 3 \| 2 | Octahemioctaedro 3/2 3 \| 3 | Pequeño icosihemidodecaedro 3/2 3 \| 5  | Gran icosihemidodecaedro 3/2 3 \| 5/3    | Pequeño dodecahemicosaedro 5/3 5/2 \| 3 |
| Figura de vértice            | 3.4.3/2.4                    | 3.6.3/2.6                   | 3.10.3/2.10                             | 3.10/3.3/2.10/3                          | 5/2.6.5/3.6                             |
| Quasirregular (hemipoliedro) |                              | Cubohemioctaedro 4/3 4 \| 3 | Pequeño dodecahemidodecaedro 5/4 5 \| 5 | Gran dodecahemidodecaedro 5/3 5/2 \| 5/3 | Gran dodecahemicosaedro 5/4 5 \| 3      |
| Figura de vértice            |                              | 4.6.4/3.6                   | 5.10.5/4.10                             | 5/2.10/3.5/3.10/3                        | 5.6.5/4.6                               |

Por último, hay tres formas ditrigonales, todas las facetas del dodecaedro regular, cuyas figuras de vértice contienen las tres alternancias de los dos tipos de cara:
| Imagen | Forma faceteada Símbolo de Wythoff Diagrama de Coxeter-Dynkin | Figura de vértice |
| ------ | ------------------------------------------------------------- | ----------------- |
|        | Dodecadodecaedro ditrigonal · 3\|5/3 5 · o                    | (5.5/3)3          |
|        | Pequeño icosidodecaedro ditrigonal · 3\|5/2 3 · or            | (3.5/2)3          |
|        | Gran icosidodecaedro ditrigonal · 3/2\|3 5 · or               | ((3.5)3)/2        |

En el plano euclídeo, la secuencia de hemipoliedros continúa con los siguientes cuatro teselados de estrellas, donde los apeirógonos aparecen como los polígonos ecuatoriales antes mencionados:
| Teselado rectificado original | Diagrama de aristas | Sólido             | Config de vértices | Wythoff    | Grupo de simetría |
| ----------------------------- | ------------------- | ------------------ | ------------------ | ---------- | ----------------- |
| Teselado cuadrado             |                     |                    | 4.∞.4/3.∞ 4.∞.-4.∞ | 4/3 4 \| ∞ | p4m               |
| Teselado triangular           |                     |                    | (3.∞.3.∞.3.∞)/2    | 3/2 \| 3 ∞ | p6m               |
| Teselado trihexagonal         |                     |                    | 6.∞.6/5.∞ 6.∞.-6.∞ | 6/5 6 \| ∞ | p6m               |
| Teselado trihexagonal         |                     | ∞.3.∞.3/2 ∞.3.∞.-3 | 3/2 3 \| ∞         |            | p6m               |

## Duales cuasirregulares
Algunas autores argumentan que, dado que los duales de los sólidos cuasirregulares comparten las mismas simetrías, estos duales también deberían llamarse cuasirregulares. Pero no todos usan esta terminología. Estos duales son transitivos en sus aristas y caras (pero no en sus vértices); son los sólidos de Catalan con transitividad de aristas. Los convexos son, en el orden correspondiente al anterior:
1. El rombododecaedro, con dos tipos de vértices alternos, 8 con tres caras rómbicas y 6 con cuatro caras rómbicas.
2. El triacontaedro rómbico, con dos tipos de vértices alternos, 20 con tres caras rómbicas y 12 con cinco caras rómbicas.

Además, por dualidad con el octaedro, el cubo, que suele ser regular, puede hacerse cuasirregular si los vértices alternos reciben colores diferentes.
Sus configuración de vértices tienen la forma V3.n.3.n, con diagrama de Coxeter-Dynkin 
|                  |                             |                                   |                              |           |           |
| Cubo · V(3.3)2 · | Rombododecaedro · V(3.4)2 · | Triacontaedro rómbico · V(3.5)2 · | Rhombille tiling · V(3.6)2 · | V(3.7)2 · | V(3.8)2 · |

Estos tres duales cuasirregulares también se caracterizan por tener caras rómbicas.
Este patrón de caras rómbicas continúa como V(3.6)2, el teselado rómbico.

## Politopos y panales cuasirregulares
En dimensiones más altas, Coxeter definió un politopo cuasirregular o panal con facetas regulares y figuras de vértice cuasirregulares. De ello se deduce que todas las figuras de vértice son congruentes y que hay dos clases de facetas, que se alternan.
En el espacio euclídeo cuatridimensional, el 16-celdas regular también se puede ver como cuasirregular, generado a partir de un teseracto h{4,3,3}, con diagramas de Coxeter-Dynkin alternativo:  = , compuesto por tetraedros y celdas tetraédricas alternados. Su figura de vértice es el octaedro cuasirregular (un octaedro con simetría tetraédrica) .
El único panal cuasirregular en el espacio tridimensional euclídeo es el panal cúbico alternado, h{4,3,4}, con diagramas de Coxeter:  = , compuesto de tetraedros y celdas octaédricas alternadas. Su figura de vértices es el cuboctaedro cuasirregular, .
En el espacio tridimensional hiperbólico, un panal cuasirregular es el panal cúbico alternado de orden-5, h{4,3,5}, con diagramas de Coxeter:  = , compuesto por tetraedros y celdas icosaédricas alternados. Su figura de vértice es el icosidodecaedro cuasirregular, . Un paracompacto relacionado es el panal cúbico alternado de orden-6, h{4,3,6}, que tiene celdas tetraédricas y teselas hexagonales alternadas y con figura de vértice un teselado trihexagonal cuasirregular, .
| Diagrama de Coxeter       | ↔ | ↔ | ↔ | ↔ | ↔ | ↔ |
| Diagrama de Coxeter       | ↔ |   |   |   |   | ↔ |
| Imagen                    |   |   |   |   |   |   |
| Figura de vértices r{p,3} | · | · | · | · | · | · |

Los policoros regulares o panales de la forma {p,3,4} o  pueden tener su simetría cortada por la mitad como  en forma cuasirregular , creando celdas {p,3} de colores alternativos. Estos casos incluyen el panal cúbico {4,3,4} con celdas cúbicas en el espacio euclidiano, el compacto hiperbólico {5,3,4} con celdas dodecahedral y el paracompacto {6,3,4} con infinitas celdas de un teselado hexagonal. Tienen cuatro celdas alrededor de cada borde, alternando en 2 colores. Sus figuras de vértice son tetratetraedros cuasirregulares,  = .

La figura de vértice común es un teselado triangular quasirregular, =

| Diagrama de Coxeter | = | = | = | = |
| Imagen              |   |   |   |   |
| Celdas {p,3}        | · | · | · | · |

La figura de vértice común es el tetratetraedro cuasirregular,, igual que el octaedro regular

De manera similar, los panales hiperbólicos regulares de la forma {p,3,6} o  pueden tener su simetría cortada por la mitad como  en forma cuasirregular , creando celdas {p,3} de colores alternativos. Tienen seis celdas alrededor de cada arista, alternando en dos colores. Sus figuras de vértice son teselados triangulares casi regulares, .
| Forma  | Paracompacta     | Paracompacta     | Paracompacta     | Paracompacta     | No compacta      | No compacta      | No compacta          |
| Nombre | {3,3,6} {3,3[3]} | {4,3,6} {4,3[3]} | {5,3,6} {5,3[3]} | {6,3,6} {6,3[3]} | {7,3,6} {7,3[3]} | {8,3,6} {8,3[3]} | ... {∞,3,6} {∞,3[3]} |
| ·      | ·                | ·                | ·                | ·                | ·                | ·                | ·                    |
| ------ | ---------------- | ---------------- | ---------------- | ---------------- | ---------------- | ---------------- | -------------------- |
| Imagen |                  |                  |                  |                  |                  |                  |                      |
| Celdas | · {3,3} ·        | · {4,3} ·        | · {5,3} ·        | · {6,3} ·        | · {7,3} ·        | · {8,3} ·        | · {∞,3} ·            |